# 永島美織
永島 美織（ながしま みおり）は、日本のアナウンサー、タレント、書道家。山口県下関市出身。しものせき海響大使。

## 人物
- 2001年、福岡県北九州市にて開催された北九州博覧祭にて、ラジオパーソナリティー、リポーターデビュー。
- 2001年 - 2003年、九州朝日放送（KBCラジオ）ラジオカーひまわり号リポーターとして活動。
- 2008年からボートレースリポーターとして出演する。日本レジャーチャンネルにも出演している。
- 5歳から書道を始め、多数の受賞歴を持つ。現在でも書道墨絵を書き、個展なども開催する)書道家でもある。

## 出演

### ラジオ
リポーター出演
- エアーヒビッキー78.5（2001年7月 - 11月）
- 栗田善成のそんなバナナ塾（2001年 - 2003年、KBCラジオ）
- 栗田善成のまずはラジオでおつかれさん（2003年 - 、KBCラジオ）
- PAO〜N（2001年 - 2003年、KBCラジオ）
- KBCラジオ・チャリティー・ミュージックソン（2001年 - 2002年、KBCラジオ）

### テレビ
- ボートレース中継（2011年 - 、JLC日本レジャーチャンネル）

## 参考
- 永島 美織 | メンバー | クロワッサン オンラインArchived 2018年2月18日, at the Wayback Machine.